# Euchone rubrocincta
Euchone rubrocincta är en ringmaskart som först beskrevs av Sars 1862. Enligt Catalogue of Life ingår Euchone rubrocincta i släktet Euchone och familjen Sabellidae, men enligt Dyntaxa är tillhörigheten istället släktet Euchone och familjen Sabellariidae. Arten är reproducerande i Sverige. Utöver nominatformen finns också underarten E. r. normanni.